# マイク・G
マイク・G（英: Mike G、本名: Michael Griffin II、1990年6月6日 - ）は、アメリカ合衆国のラッパー、DJである。タイラー・ザ・クリエイター率いるヒップホップグループOdd Futureのメンバーで、現在はソロアーティストとして活動している。

## 来歴
2009年、マイクGはタイラー・ザ・クリエイターのヒップホップクルーOdd Futureにラッパー、DJとして加入する。
2010年4月13日、自主制作アルバム『Ali』でデビューする。
2012年、Odd Futureのアルバム『The Odd Future Tape Vol. 2』に参加する。

## ディスコグラフィー
ソロ作品
- Ali (2010年)

OFWGKT名義
- The Odd Future Tape Vol. 2 (2012年)